# Kakuto Chojin: Back Alley Brutal
Kakuto Chojin: Back Alley Brutal — компьютерная игра в жанре файтинг, разработанная студией Dream Publishing, созданной из сотрудников DreamFactory и Microsoft Game Studios, для приставки Xbox и выпущенная в 2002 Microsoft Game Studios. Изначально была создана как технологическая демонстрация графических возможностей Xbox, но позже было принято решение переработать её в полноценную игру. Через несколько месяцев после выпуска игра была снята с продажи из-за скандала вокруг религиозного содержания в ней.

## Игровой процесс
Действие Kakuto Chojin происходит на трёхмерных аренах. Всего в игре тринадцать персонажей, каждый со своей ареной. У каждого персонажа есть два стиля боя: «Kakuto», который доступен с самого начала, и «Chojin», для разблокирования которого у персонажа необходимо пройти им сюжетный режим. Кроме сюжетного режима, в игре есть режимы тренировки и боя один на один, а также режим Battle Royale для четырёх игроков (все против всех).

## Сюжет
Действие игры происходит в городе Драсука. В центре сюжета находится подпольный бойцовский турнир «Огненный кулак», где проводятся бои без правил. Персонажи игры являются участниками этого турнира.

## Разработка
Kakuto Chojin: Back Alley Brutal была разработана студией Dream Publishing, дочерним предприятием студии DreamFactory, известной своими играми в жанре файтинг, и издателя Microsoft Game Studios. Игра была представлена как Project K-X, технологическая демонстрация возможностей Microsoft Xbox, на Tokyo Game Show в 2001 году. По словам Сэйити Исси, руководителя разработки, кадровая частота в прототипе составляла 30 кадров в секунду, но к выпуску игры была увеличена вдвое.

## Критика
| Сводный рейтинг | Сводный рейтинг |
| Агрегатор       | Оценка          |
| --------------- | --------------- |
| GameRankings    | 52,54 %         |

Согласно сайту Metacritic игра получила преимущественно негативные отзывы.